# Grzegorz Łomacz

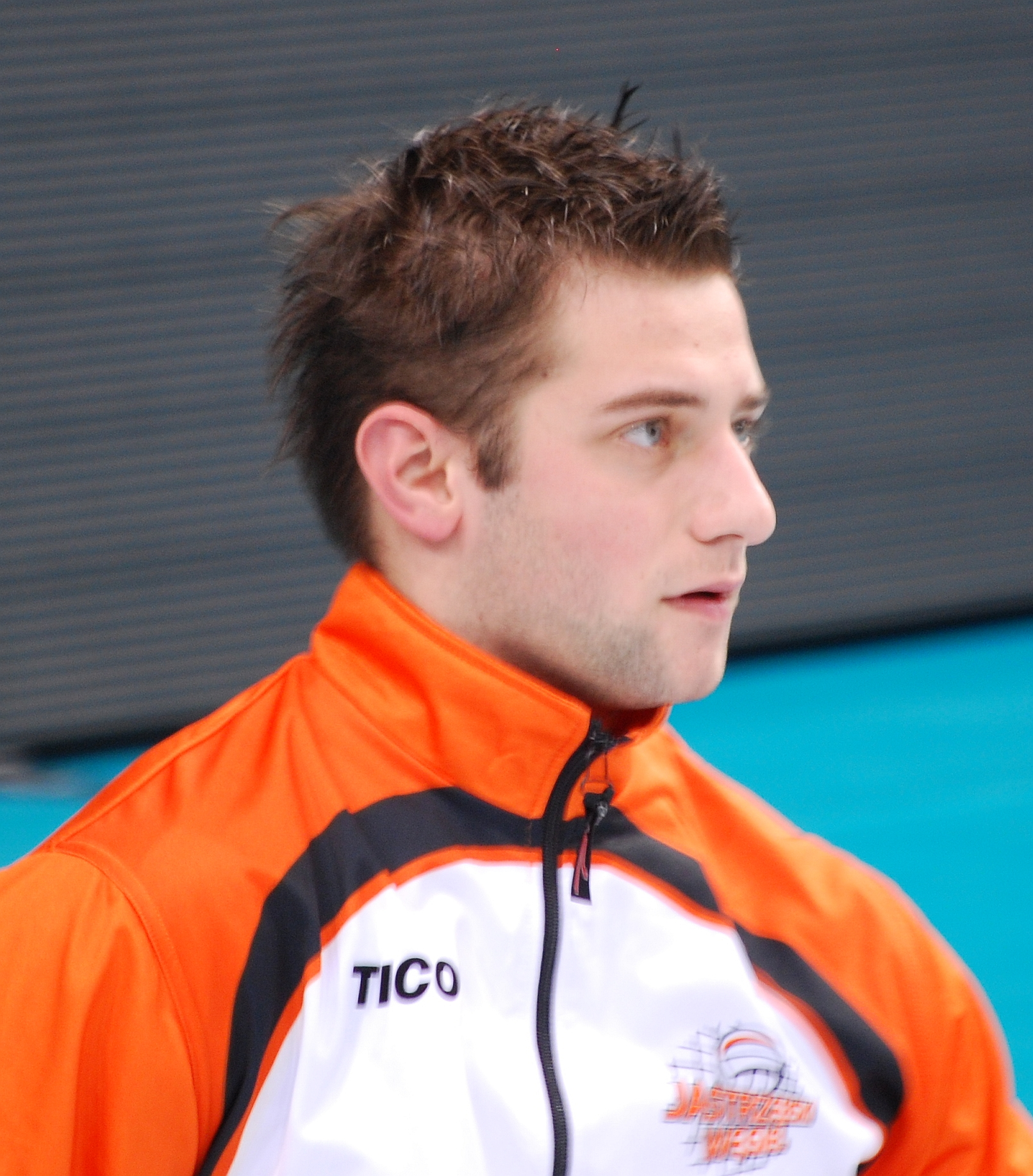
Grzegorz Łomacz zawodnikiem Jastrzębskiego Węgla w sezonie 2009/2010

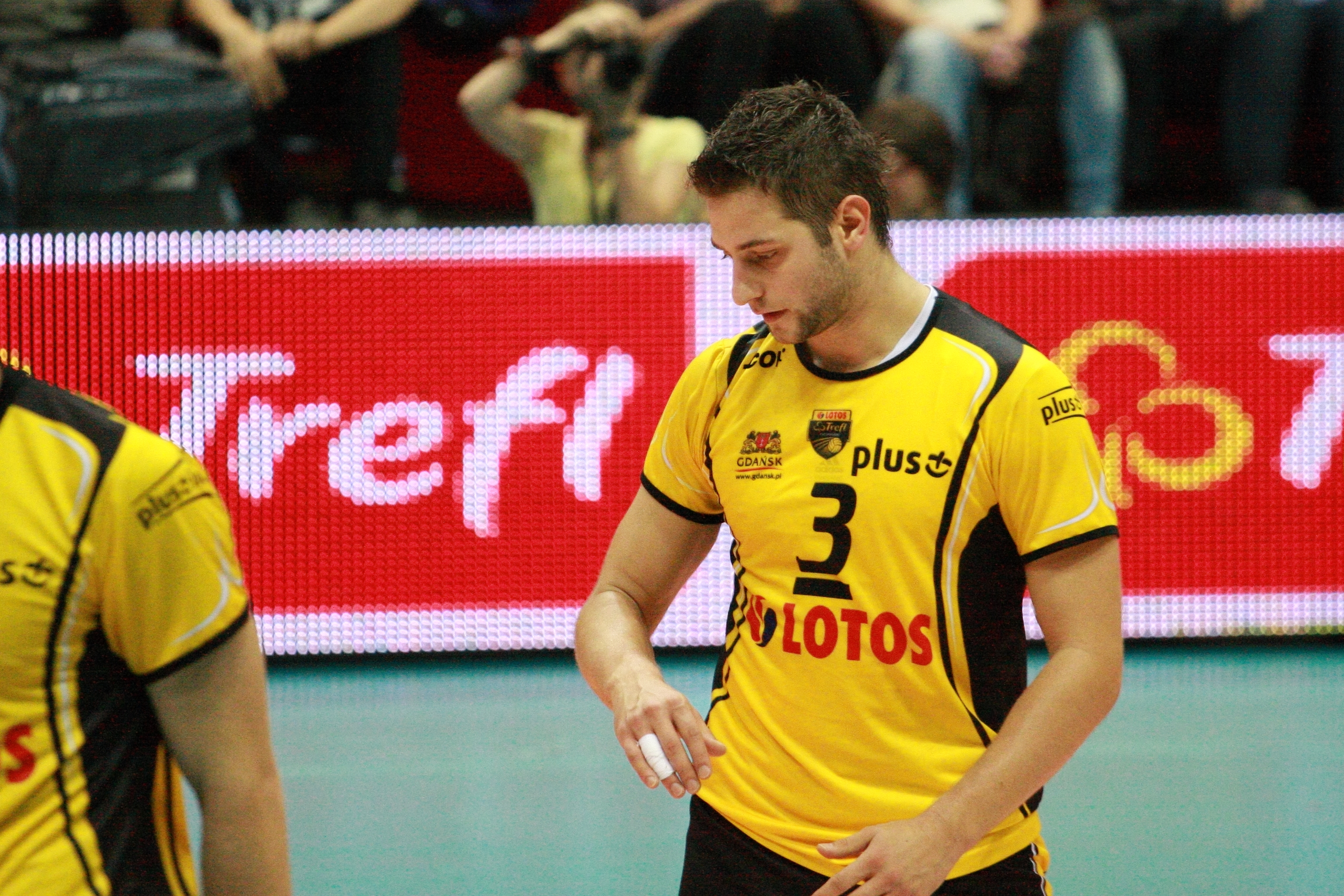
Grzegorz Łomacz zawodnikiem Lotosu Trefl Gdańsk w sezonie 2011/2012

Grzegorz Łomacz (ur. 1 października 1987 w Ostrołęce) – polski siatkarz, reprezentant Polski, gra na pozycji rozgrywającego.

## Życiorys
Pochodzi ze sportowej rodziny. Jego ojciec Lucjan był siatkarzem, a później trenerem. Założył klub sportowy w Ostrołęce. Także starszy brat Jakub grał zawodowo w siatkówkę do końca sezonu 2022/2023. 
We wrześniu 2022 roku wziął ślub ze swoją narzeczoną Aleksandrą na plaży w Juracie. Jeszcze przed tym wydarzeniem, w kwietniu 2021 roku, na świat przyszła ich córka Jagna. W listopadzie 2024 roku para poinformowała o narodzinach drugiego dziecka.
Kolekcjonuje whisky. W swojej kolekcji ma prawie sto butelek. Zainwestował też w beczki z tym szlachetnym trunkiem. Wybrał gatunek tego wyrobu, który jest produkowany na torfowiskach w zachodniej Szkocji.

## Kariera siatkarska
Na parkietach w najwyższej klasie rozgrywkowej w Polsce zadebiutował w sezonie Polskiej Ligi Siatkówki (2006/2007) w 3. kolejce w meczu przeciwko drużynie Mostostal-Azoty Kędzierzyn-Koźle.
W reprezentacji Polski zadebiutował w 2009 roku. W jej barwach zdobył m.in. mistrzostwo (2018) i wicemistrzostwo (2022) Świata, mistrzostwo Europy (2023) oraz srebrny medal Letnich Igrzysk Olimpijskich 2024. Trzykrotny olimpijczyk: z Rio de Janeiro (2016), Tokio (2021) i Paryża (2024).
2 października 2024 roku siatkarz PGE GiEK Skry Bełchatów w 4. kolejce PlusLigi (2024/2025) rozegrał 500 mecz, grając od sezonu 2006/2007 w najwyższej klasie rozgrywkowej w Polsce.

## Sukcesy klubowe

### młodzieżowe
Mistrzostwa Polski Młodzików:
- 2001, 2002

Mistrzostwa Polski Kadetów:
- 2003, 2004

Mistrzostwa Polski Juniorów:
- 2003, 2004
- 2005

### seniorskie
Puchar Challenge:
- 2009

Mistrzostwo Polski:
- 2018
- 2010
- 2009

Puchar Polski:
- 2010

Superpuchar Polski:
- 2017, 2018

## Sukcesy reprezentacyjne
Mistrzostwa Europy Kadetów:
- 2005

Letnia Uniwersjada:
- 2013

Puchar Świata:
- 2019
- 2015

Mistrzostwa Świata:
- 2018
- 2022[7]

Liga Narodów:
- 2023[8]
- 2021
- 2019, 2022[9], 2024[10]

Mistrzostwa Europy:
- 2023[11]
- 2021

Igrzyska Olimpijskie:
- 2024

## Odznaczenia
- Krzyż Kawalerski Orderu Odrodzenia Polski – 9 września 2024[12][13]
- Złoty Krzyż Zasługi – 2 października 2018[14][15]
- 2018 – Nagroda Prezesa Związku Kurpiów „Kurpik” w kategorii „Talent”[16]